# Хлумчани (Лоуни)
Хлумчани (чеш. Chlumčany) је насељено мјесто са административним статусом сеоске општине (чеш. obec) у округу Лоуни, у Устечком крају, Чешка Република.

## Становништво
Према подацима о броју становника из 2014. године насеље је имало 556 становника.